# Edwin von Rothkirch und Trach
Ernst Georg Edwin Graf von Rothkirch und Trach (* 1. November 1888 in Militsch, Schlesien; † 29. Juli 1980 auf dem Rettershof bei Kelkheim (Taunus)) war ein deutscher General der Kavallerie während des Zweiten Weltkriegs. Als Springreiter nahm er an den Olympischen Sommerspielen 1932 in Los Angeles teil.

## Familie
Edwin  Graf von Rothkirch und Trach stammt aus dem schlesischen Adelsgeschlecht derer von Rothkirch. Sein Vater war der Generalleutnant Ernst Edwin Thilo Graf Rothkirch (1861–1940), seine Mutter die Gutsbesitzerin Marianne Krell-Kampehl (* 1866). In seiner Schulzeit war er unter anderem am Gymnasium in Potsdam und auf dem Alumnat der Ritterakademie Brandenburg auf der dortigen Dominsel.
Am 16. September 1922 heiratete er in Oberurff Albertine von Schaumburg (1902–1935), die ältere der beiden Töchter des Grafen Karl August Friedrich Felix von Schaumburg (1878–1905), eine Enkelin des Prinzen Philipp von Hanau-Hořovice und Urenkelin des letzten Kurfürsten von Hessen-Kassel, Friedrich Wilhelm. Der Ehe entstammte der Sohn Leopold Graf von Rothkirch und Trach (1923–2009).
Noch im Alter von 71 Jahren heiratete Rothkirch am 21. Oktober 1959 die kurz zuvor verwitwete Hertha von Richter-Rettershof, geborene vom Rath (1899–1990), Witwe des Majors a. D. und Eigentümers des Hofgutes Rettershof bei Kelkheim (Taunus), Felix von Richter-Rettershof (1877–1958). Die letzten Jahre seines Lebens verbrachte Rothkirch auf dem Rettershof.

## Militärischer Werdegang
Er trat als Kadett in das 1. Großherzoglich Mecklenburgische Dragoner-Regiment Nr. 17 ein. Am 1. März 1908 folgte seine Beförderung zum Leutnant mit Offizierspatent zum 19. Juni 1908. Er hatte im Ersten Weltkrieg verschiedene Stabs- und Truppenverwendungen. Er wurde am 16. September 1917 zum Rittmeister befördert und war bei Kriegsende in der 91. Infanterie-Division. Für sein Wirken während des Krieges wurde er mit beiden Klassen des Eisernen Kreuzes, dem Hanseatenkreuz Hamburg, dem Mecklenburgischen Militärverdienstkreuz I. Klasse sowie dem Reußischen Ehrenkreuz III. Klasse ausgezeichnet.
In der Reichswehr diente er zunächst im 16. Reiter-Regiment und übernahm dort im Oktober 1924 die 6. Eskadron in Kassel. Am 3. November 1929 wechselte er in den Stab des 14. Reiter-Regiments nach Ludwigslust und wurde dort zum Major befördert.

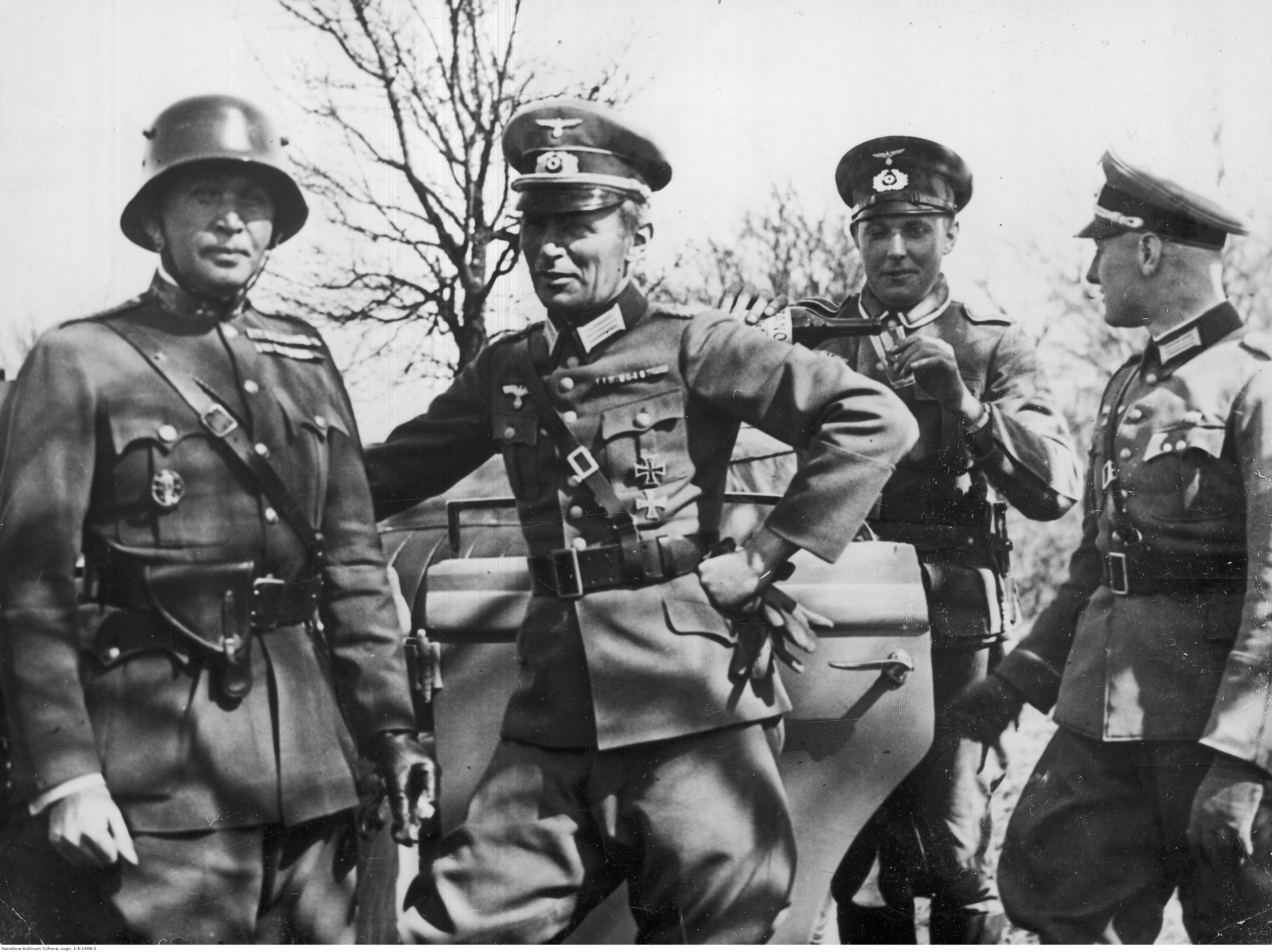
Rothkirch (zweiter von links) 1938 bei Treffen von drei Wehrmachtsoffizieren mit einem ungarischen Offizier

Aus dem Jahr 1933 ist eine Beurteilung durch Leo Geyr von Schweppenburg, den Kommandeur des 14. Reiter-Regiments, im Bundesarchiv-Militärarchiv erhalten geblieben. Geyr schrieb in der Beurteilung:

„Der Mensch kalt, außer für Weib, Sippe und Eigenbesitz. Sprachkenntnisse bescheiden. Gesellschaftlich hervorragend geeignet. Als Soldat für praktische Tagesfragen ausreichend. Generalstabstauglich nicht genügend.“

Direkt nach der Machtübernahme der Nationalsozialisten im Reich wurde er für die Ausbildung von Offizieren der SA und SS an Waffen und im Reiten abgestellt. Aus dieser Zeit scheint ein enger Kontakt zur NSDAP, zur SS und insbesondere zu deren Einheit Reiter-SS erhalten geblieben zu sein.
Er wurde am 1. Mai 1934 zum Oberstleutnant befördert. Am 1. Oktober 1934 ernannte man Rothkirch zum Kommandeur des 15. Kavallerie-Regiments. Im Jahr 1935 starb seine Frau Albertine an Blutvergiftung; er zog danach seinen 1923 geborenen Sohn Leopold, genannt Poldi, allein auf.
Am 1. April 1936 wurde Rothkirch zum Oberst befördert, und am 1. März 1938 wurde er Kommandeur der 2. Schützen-Brigade. Mit dieser war er im März 1939 am Einmarsch der Wehrmacht in Böhmen und Mähren, der „Zerschlagung der Rest-Tschechei“, beteiligt. Am 10. November 1938 gab er das Kommando ab.
Nach dem Beginn des Zweiten Weltkriegs war er ab dem 12. September 1939 Generalstabschef des XXXIV. Armeekorps, eines Verbandes des Ersatzheeres. Am 1. März 1940 zum Generalmajor befördert, wurde Rothkirch am 25. April 1940 Kommandeur der 442. Landesschützendivision, die in Polen als Besatzungstruppe eingesetzt war. Vom 11. Oktober 1940 an war er Kommandeur der Oberfeldkommandantur 365 im besetzten Polen. Der Stab der Oberfeldkommandantur 365 war erst in Tarnow und ab November 1941 in Lemberg stationiert. Die Oberfeldkommandantur 365 war dem Militärbefehlshaber im Generalgouvernement unterstellt.
Nachdem erste Bemühungen zum Erhalt eines Frontkommandos gescheitert waren, bekam er am 10. Januar 1942 den Befehl über die 330. Infanterie-Division übertragen. Mit dieser Division, die zu diesem Zeitpunkt als Besatzungstruppe im besetzten Polen stationiert war, führte er noch im Januar 1942 die Verlegung an die Front der Heeresgruppe Mitte durch. Bei der Verlegung kam es durch das Winterklima zum Verlust von 50 % der Fahrzeuge der Division. Sofort nach Übernahme eines Frontabschnitts wurde Rothkirch mit einem Teil seiner Truppen eingekesselt. Diese Einkesselung konnte nach kurzer Zeit durchbrochen werden. Für diesen Einsatz erhielt er die Spange zum Eisernen Kreuz beider Klassen. Am 1. März 1942 folgte die Beförderung zum Generalleutnant. Für seinen Fronteinsatz wurde er am 5. November 1942 mit dem Deutschen Kreuz in Gold ausgezeichnet. Vom August 1943 bis zum Juli 1944 war Rothkirch Befehlshaber des Rückwärtigen Heeresgebietes Mitte und Kommandierender General der Sicherungstruppen im Gebiet hinter der Heeresgruppe Mitte. Ab dem 15. Oktober 1943 war Rothkirch in Personalunion auch gleichzeitig Wehrmachtbefehlshaber in Weißruthenien.
Am 1. Januar 1944 wurde er zum General der Kavallerie befördert. Sein Kommando endete mit dem Verlust Weißrusslands nach der Operation Bagration Ende Juni 1944.

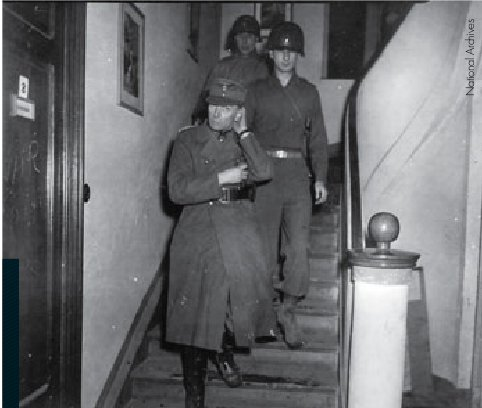
Rothkirchs Gefangennahme durch die US-Army im März 1945

Ab Juli 1944 war Rothkirch als stellvertretender Kommandierender General verschiedener Korps an der Ostfront eingesetzt. Am 3. November 1944 wurde er Kommandierender General des LIII. Armeekorps an der Westfront. Am 6. März 1945 geriet er bei Neunkirchen in der Eifel in amerikanische Kriegsgefangenschaft, als die Amerikaner im Rahmen der Operation Lumberjack vorrückten. Die US-Streitkräfte überstellten ihn an die Briten, und er wurde am 9. März 1945 in das Generalslager Trent Park bei London eingeliefert.

## Einstellung zu den Nationalsozialisten
Über seine Einstellung zu den Nationalsozialisten gibt es sehr unterschiedliche Äußerungen. Nach dem Überfall auf Polen schimpfte Rothkirch gegenüber Philipp von Boeselager, damals junger Leutnant, offen über „Schweinereien“, die die Nationalsozialisten zu verantworten hätten. Boeselager urteilte über Rothkirch: „Er gehörte schon innerlich zumindest zum Widerstand, wenn er auch keine Möglichkeit hatte, sich aktiv zu beteiligen.“
In Ostpolen verliebte sich Rothkirch in die verheiratete polnische Adelige Klementyna Mańkowska (1910–2003). Diese gehörte zum Widerstandskreis „Die Musketiere“, der sich hauptsächlich aus dem polnischen Adel rekrutierte. Die als Widerstandskämpferin und Agentin hoch geehrte Mankowska enthüllte diese Liebesgeschichte erst in den 1990er Jahren in ihrem Buch Odyssee einer Agentin, wobei nur in der deutschsprachigen Ausgabe die Liebesgeschichte überhaupt erwähnt wird. Der letzte Brief Rothkirchs an Mankowska, vom 16. November 1941, wurde im Buch veröffentlicht. Darin schrieb er:

„Ich bin nach Berlin beordert worden und muß heute abend nach Deutschland fliegen. Das Übel, das sich ankündigte, ist eingetroffen. SS und Gestapo haben in der Provinz von Lemberg die Macht übernommen. Die Terrorherrschaft wird beginnen. Man wirft uns vor, zu nachsichtig gewesen zu sein. … Ich bitte Sie, umgehend nach Frankreich zurückzukehren. Ich werde warten, daß sich unsere Wege ein drittes Mal kreuzen. Ich träume davon … Von ganzem Herzen mit Ihnen für immer Ihr E.R“. Als Postscriptum: „Vernichten Sie diesen Brief sofort nach dem Lesen!“

Rittmeister Eberhard von Breitenbuch, Ordonnanzoffizier bei Generalfeldmarschall Günther von Kluge, dem Oberbefehlshaber der Heeresgruppe Mitte, informierte Rothkirch im Sommer 1943 über die Ermordung von 1200 bis 1500 Juden täglich am Eisenbahnknotenpunkt Malkinia (gemeint i. d. Vernichtungslager Treblinka) in seinem Befehlsbereich. Rothkirch hielt dies zunächst für ausgeschlossen, aber seine Nachforschungen ergaben, dass dies zutraf. Rothkirch schrieb Berichte über die Mordaktionen und wandte sich mehrfach an Kluge. Kluge unternahm nichts, da er bei einem Protest um seinen Posten fürchtete, wie er seinem Ordonnanzoffizier Eberhard von Breitenbuch erklärte. Der Eisenbahnknotenpunkt Malkinia ist heute als Vernichtungslager Treblinka bekannt.
Generalfeldmarschall Ernst Busch beurteilte von Rothkirch am 1. März 1944 wie folgt:

„Charakter mit Eigenarten. Hat es im Winter 43/44 verstanden, trotz erheblicher Schwierigkeiten das ihm neu übertragene Gebiet straff zu organisieren, Gegensätze zu beseitigen und eine vertrauensvolle Zusammenarbeit mit den zahlreichen Dienststellen in seinem Bereich sicherzustellen. Den besonders in seinem Gebiet sehr umfangreichen Bandenkampf führte er umsichtig, hart und tapfer im persönlichen Einsatz. Seine nat.soz. Haltung ist einwandfrei.“

In einem abgehörten Gespräch im Lager Trent Park äußerte Generalleutnant Friedrich von Broich, dass er Graf von Rothkirch und Trach für einen äußerst gewissenlosen Menschen halte, der eng mit Partei und SA verbunden gewesen sei, so dass „wir“ (gemeint war das Heer) ihn nicht loswerden konnten.

## Einsatz als Springreiter
Edwin von Rothkirch und Trach war ein hervorragender Reiter. Als Springreiter nahm er an den Olympischen Sommerspielen 1932 in Los Angeles teil. Während der Olympischen Sommerspiele 1936 in Berlin betreute er die japanische Springreitermannschaft. In der Nachkriegszeit war er am Wiederaufbau des Reitsports in Westdeutschland beteiligt. 1975 erhielt er das Bundesverdienstkreuz 1. Klasse für seinen Einsatz im Reitsport.

## Privatfilme
Von 1932 bis 1945 filmte von Rothkirch seinen privaten und militärischen Werdegang. Die Aufnahmen, teilweise sogar in Farbe, erreichen meist die Qualität von damaligen Wochenschauaufnahmen. Die Aufnahmen, auch im Privatleben, wurden, falls möglich, sogar vorher geprobt. Während des Krieges ist Rothkirch meist selbst im Bild zu sehen. Er scheint einen Untergebenen gehabt zu haben, welcher die Aufnahmen durchführte. Obwohl er bis Anfang 1942 nur im Reich und in besetzten Gebieten eingesetzt war, ließ er sich bei Siegesparaden und anderen Gelegenheiten wie ein Kommandeur von Fronttruppen filmen. Die Privatfilme wurden von seinem Sohn Leopold dem NDR zur Verfügung gestellt und, dokumentarisch aufgearbeitet, im Jahre 2005 in der NDR-Produktion „Graf Rothkirchs Krieg – Privatfilme eines Wehrmachtsgenerals“ verwandt.